# Burgstall Häuselberg
Der Burgstall Häuselberg ist eine abgegangene Höhenburg am Häuselberg ca. 1600 m südwestlich der Pfarrkirche St. Jakobus d. Ä. der niederbayerischen Gemeinde Haselbach im Landkreis Straubing-Bogen. Die Anlage wird als Bodendenkmal unter der Aktennummer D-2-7042-0022 als „Burgstall“ geführt. 

## Beschreibung
Der heute bewaldete Burgstall liegt zwischen zwei Kerbtälern, die vom Luderergraben und dem Seiberer Bach, beides linke Zuflüsse des zur Kinsach führenden Tiefenbachls, durchflossen werden. Dort liegt eine schmale Bergzunge, die fast allseitig um 40 m abfällt und zum Hinterland hin eingesattelt ist. Das  Burgareal hat die Ausmaße von 180 m (in Ost-West-Richtung) und 220 m (in Nord-Süd-Richtung). In der Ost-West-Richtung ist er 20 m gewölbt.